# No Kwang-chol
No Kwang-chol (nacido en 1956) es un militar y político norcoreano. General de tres estrellas, es miembro del buró político del Ejército Popular de Corea. En junio de 2018 fue promovido de viceministro a Ministro de las Fuerzas Armadas del Pueblo de Corea del Norte.
Participó en la cumbre de Singapur de 2018, realizado un saludo militar con el presidente de los Estados Unidos, Donald Trump. En dicha cumbre también fue el único funcionario con uniforme militar. Su presencia, según analistas citados por la agencia Yonhap, probablemente fue una señal de Kim Jong-un hacia sus militares en el sentido de que no han sido marginados en las conversaciones de desnuclearización con los Estados Unidos.